# Hookeria orbignyana
Hookeria orbignyana là một loài Rêu trong họ Hookeriaceae. Loài này được Mont. mô tả khoa học đầu tiên năm 1856.